# IC 1168
IC 1168 (також позначається як IC 1168A) — галактика типу E  M () у сузір'ї Змія.
Цей об'єкт міститься в оригінальній редакції індексного каталогу.